# العلاقات الزيمبابوية المنغولية
العلاقات الزيمبابوية المنغولية هي العلاقات الثنائية التي تجمع بين زيمبابوي ومنغوليا.

## مقارنة بين البلدين
هذه مقارنة عامة ومرجعية للدولتين:
| وجه المقارنة                                              | زيمبابوي | منغوليا         |
| --------------------------------------------------------- | --- | --------------- |
| المساحة (كم2)                                             | 390.76 ألف | 1.57 مليون      |
| عدد السكان (نسمة)                                         | 16.53 مليون | 3.08 مليون      |
| الكثافة السكانية (ن./كم²)                                 | 42.3 | 1.96            |
| العاصمة                                                   | هراري | أولان باتور     |
| اللغة الرسمية                                             | لغة إنجليزية، اللغة الشونا، النديبيلية الشمالية ‏، لغة الشيشيوا، Barwe ‏، Kalanga language ‏، Tshwa language ‏، النداو ‏، اللغة التسونجا، لغة الإشارة الزيمبابوية ‏، اللغة السوتية، تونغا ‏، اللغة التسوانية، اللغة الفيندية، اللغة الكوسية | اللغة المنغولية |
| العملة                                                    | دولار أمريكي | توغروغ منغولي   |
| الناتج المحلي الإجمالي (بليون دولار)                      | 17.85 مليار | 11.49 مليار     |
| الناتج المحلي الإجمالي (تعادل القوة الشرائية) بليون دولار | 27.88 مليار | 36.16 مليار     |
| الناتج المحلي الإجمالي الاسمي للفرد دولار أمريكي          | 924 | 3.97 ألف        |
| الناتج المحلي الإجمالي للفرد دولار أمريكي                 | 1.79 ألف | 11.95 ألف       |
| مؤشر التنمية البشرية                                      | 0.509 | 0.727           |
| رمز المكالمات الدولي                                      | +263 | +976            |
| رمز الإنترنت                                              | .zw | .mn             |
| المنطقة الزمنية                                           | ت ع م+02:00 | ت ع م+08:00     |

## منظمات دولية مشتركة
يشترك البلدان في عضوية مجموعة من المنظمات الدولية، منها:
| علم المنظمة | اسم المنظمة                                                | تاريخ انضمام زيمبابوي | تاريخ انضمام منغوليا |
| ----------- | ---------------------------------------------------------- | --------------------- | -------------------- |
|             | مؤسسة التنمية الدولية                                      | 29 سبتمبر 1980        | 14 فبراير 1991       |
|             | الأمم المتحدة                                              | 25 أغسطس 1980         | 27 أكتوبر 1961       |
|             | منظمة التجارة العالمية                                     | ?                     | ?                    |
|             | العملية المشتركة للاتحاد الأفريقي والأمم المتحدة في دارفور | ?                     | ?                    |
|             | منظمة الشرطة الجنائية الدولية                              | ?                     | ?                    |
|             | المركز الدولي لتسوية المنازعات الاستشارية                  | 19 يونيو 1994         | 14 يوليو 1991        |
|             | الاتحاد الدولي للاتصالات                                   | 10 فبراير 1981        | 27 أغسطس 1964        |
|             | الفريق المعني برصد الأرض                                   | ?                     | ?                    |
|             | البنك الدولي للإنشاء والتعمير                              | 29 سبتمبر 1980        | 14 فبراير 1991       |
|             | الاتحاد البريدي العالمي                                    | ?                     | ?                    |
|             | منظمة حظر الأسلحة الكيميائية                               | ?                     | ?                    |
|             | مؤسسة التمويل الدولية                                      | 29 سبتمبر 1980        | 14 فبراير 1991       |
|             | وكالة ضمان الاستثمار متعدد الأطراف                         | 10 أبريل 1992         | 21 يناير 1999        |
|             | يونسكو                                                     | 22 سبتمبر 1980        | 1 نوفمبر 1962        |

## وصلات خارجية
- موقع وزارة الخارجية الزيمبابوية
- موقع وزارة الخارجية المنغولية